# Geolog
En geolog er en person der beskæftiger sig professionelt med geologi.
Geologer har uddannet sig inden for fag som mineralogi, petrologi, palæontologi, sedimentologi, geofysik og geoscience, og mange geologer arbejder på universiteter og højere læreanstalter med forskning og uddannelse. De fleste geologer arbejder dog inden for anvendt geologi, hvor geologisk viden og forståelse bruges ved praktiske, kommercielle aktiviteter såsom råstofefterforskning og -indvinding eller industriel forarbejdning af geologiske materialer, i dansk sammenhæng fx grusgravning, indvinding af kalk til jordforbedring eller cementproduktion, eller indvinding af grundvand eller nordsøolie, samt ved geotekniske eller miljøtekniske undersøgelser i forbindelse med bygge- og anlægsvirksomhed.
I Danmark består uddannelsen af en bachelor- og en kandidat-grad. På normeret tid tager det 5 år at blive geolog. Man kan tage uddannelsen på enten Aarhus Universitet eller Københavns Universitet.